# Avenida de Motael
Die Avenida de Motael ist eine Hauptstraße der osttimoresischen Landeshauptstadt Dili, die das Zentrum mit der an der Küste nach Westen verlaufende Avenida de Portugal verbindet, und an der sich mehrere historische Bauwerke, Grünanlagen und Sehenswürdigkeiten befinden. Sie hat eine Länge von etwa 1,1 Kilometern.

## Name
Die Straße ist nach dem  Suco Motael (Verwaltungsamt Vera Cruz) benannt, durch den sie führt. Dieser hat seinen Namen von dem alten, timoresischen Reich, das die Region bis in die portugiesische Kolonialzeit beherrschte. Motael war nach der Gründung Dilis das Wohnviertel der europäischen Bevölkerung.
Unter den Portugiesen wurde die Straße Avenida Salazar nach dem portugiesischen Diktator António de Oliveira Salazar (1889–1970) benannt. Nach der indonesischen Besatzungszeit (1975–1999) wurde die Straße in die westlich gelegene Avenida de Portugal eingegliedert. Erst 2015 wurde der Abschnitt in Avenida de Motael umbenannt.

## Verlauf und Bauwerke

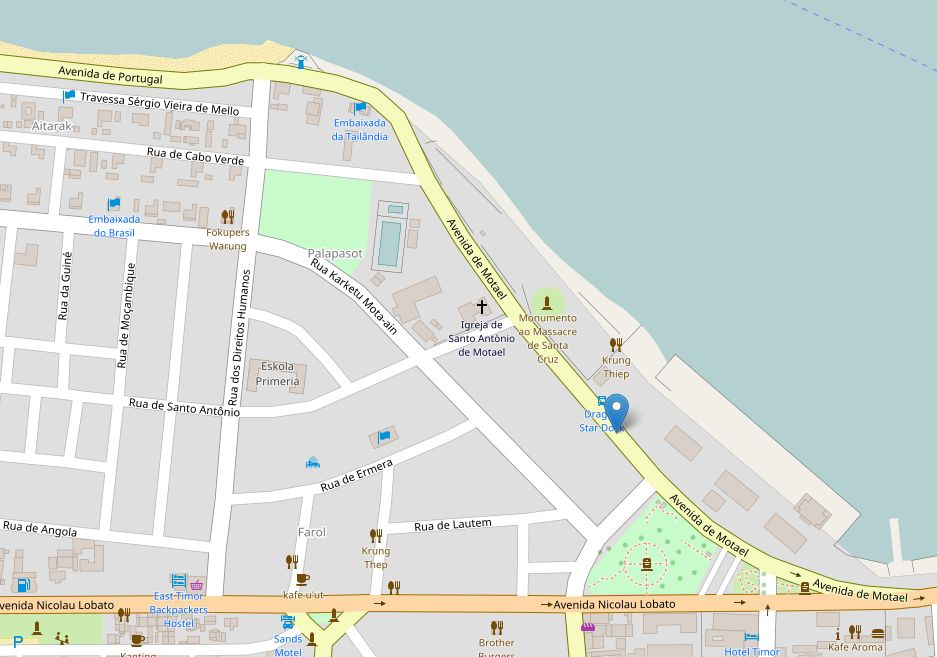
Straßenkarte

Die Avenida de Motael ist eine Fortführung der Avenida Marginal, die sich im Westen aufspaltet. Während die Avenida Nicolau Lobato weiter nach Westen geht, zweigt die Avenida de Motael nach Nordwest ab. Zwischen den beiden Straßen befinden sich das Denkmal für Manuel Jesus Pires und der Stadtpark Jardim 5 de Maio mit dem Integrationsdenkmal. Früher befand sich hier der Regierungssitz des portugiesischen Gouverneurs, der aber nach dessen Zerstörung im Zweiten Weltkrieg weiter im Osten neu errichtet wurde. Rechts der Avenida de Motael befindet sich fast auf der gesamten Länge der Hafen Dilis. An seinem nördlichen Ende steht das Denkmal für das Santa-Cruz-Massaker im Jardim Motael, direkt gegenüber der Kirche Santo António de Motael und weiter nördlich dem Jardim Borja da Costa. An der Stelle, an der die Avenida de Motael die Küste erreicht, schwenkt sie nach Westen, vorbei an der Botschaft von Thailand (links) und dem Leuchtturm von Motael (rechts) und geht über in die Avenida de Portugal. Dort erhebt sich in einer kleinen Grünanlage eines der ältesten noch vorhandenen Denkmäler Dilis, das Monumento Artur de Canto Resende, eines der wenigen Relikte aus der portugiesischen Kolonialzeit, das die indonesische Besetzung Osttimors unversehrt überstand. Es erinnert an den portugiesischen Landvermesser und Kartographen Artur do Canto Resende, der von den Japanern im Zweiten Weltkrieg nach Alor deportiert wurde und dort in Gefangenschaft starb. Gegenüber dem Leuchtturm befindet sich in einer mit koreanischer Hilfe 2003 renovierten und umgebauten Kolonialvilla das Ministerium für Tourismus.

## Galerie

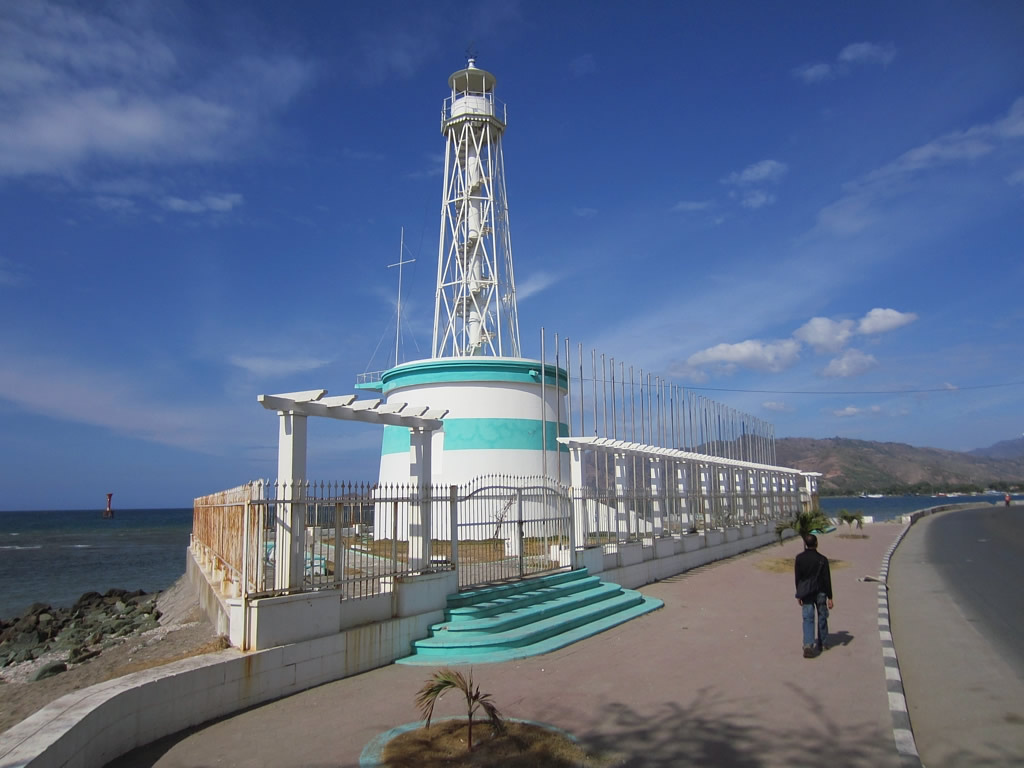
Wegweisend: Der Leuchtturm von Motael
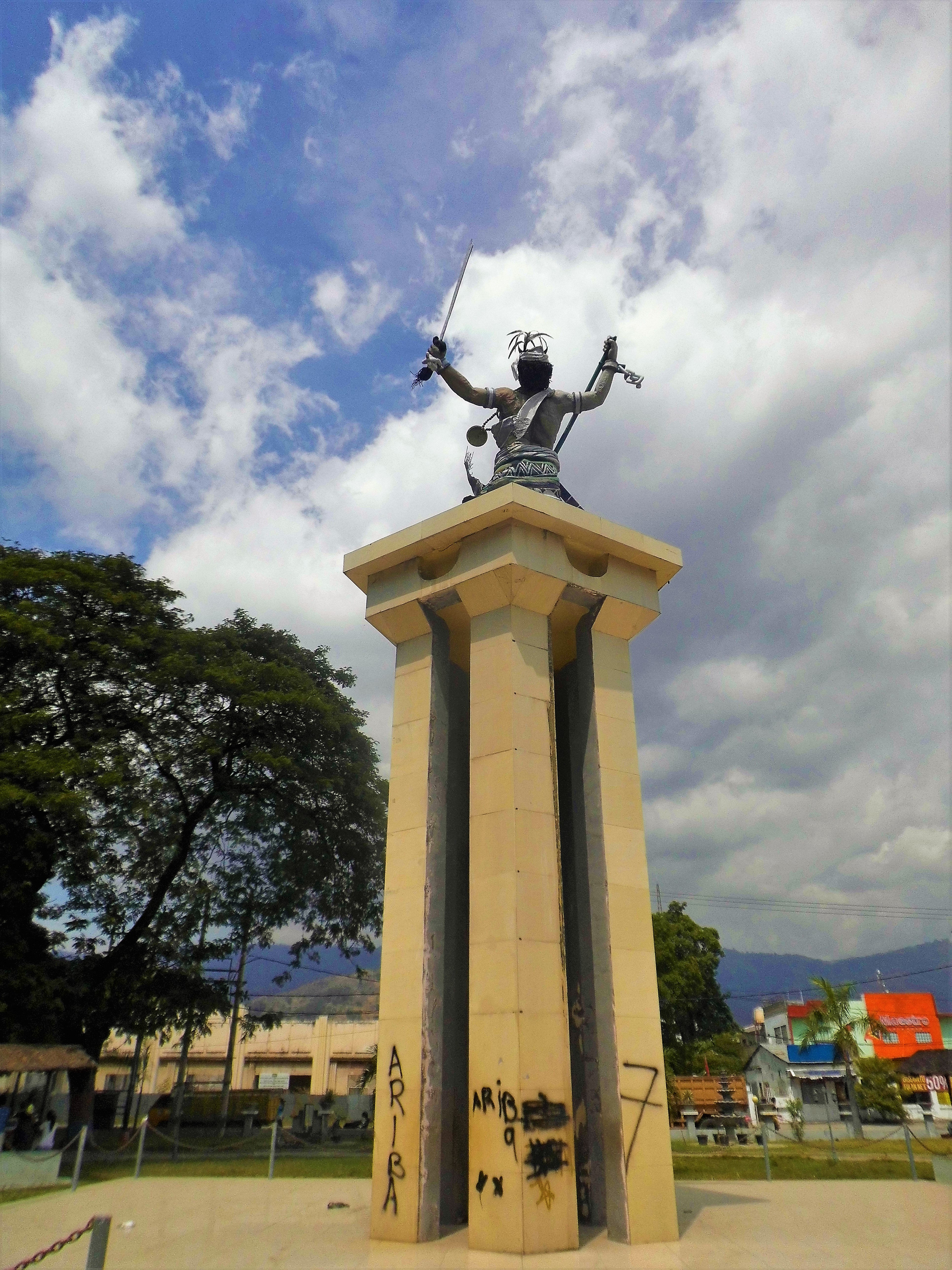
Integrationsdenkmal im Jardim 5 de Maio
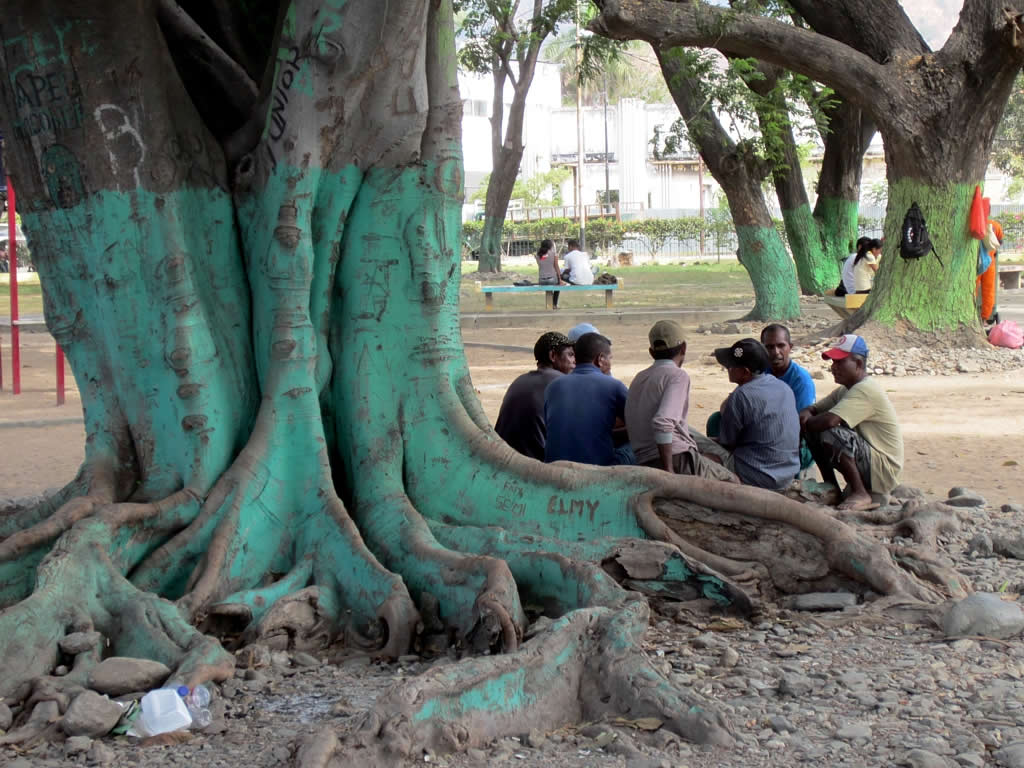
Jardim 5 de Maio
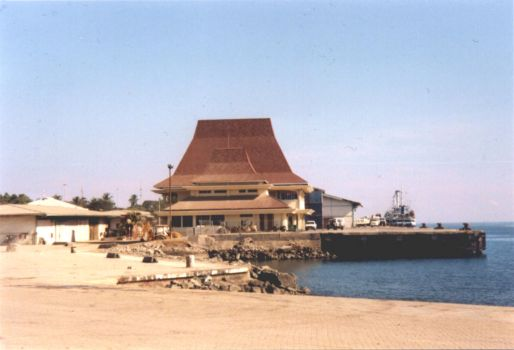
Hafen von Dili
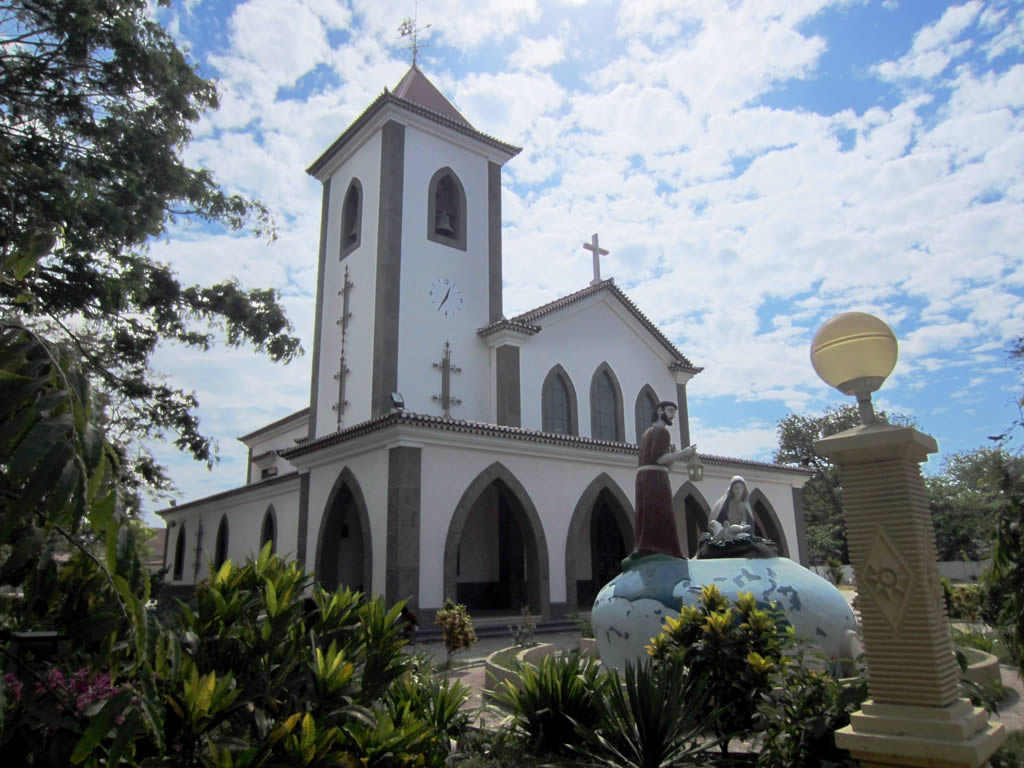
Santo António de Motael
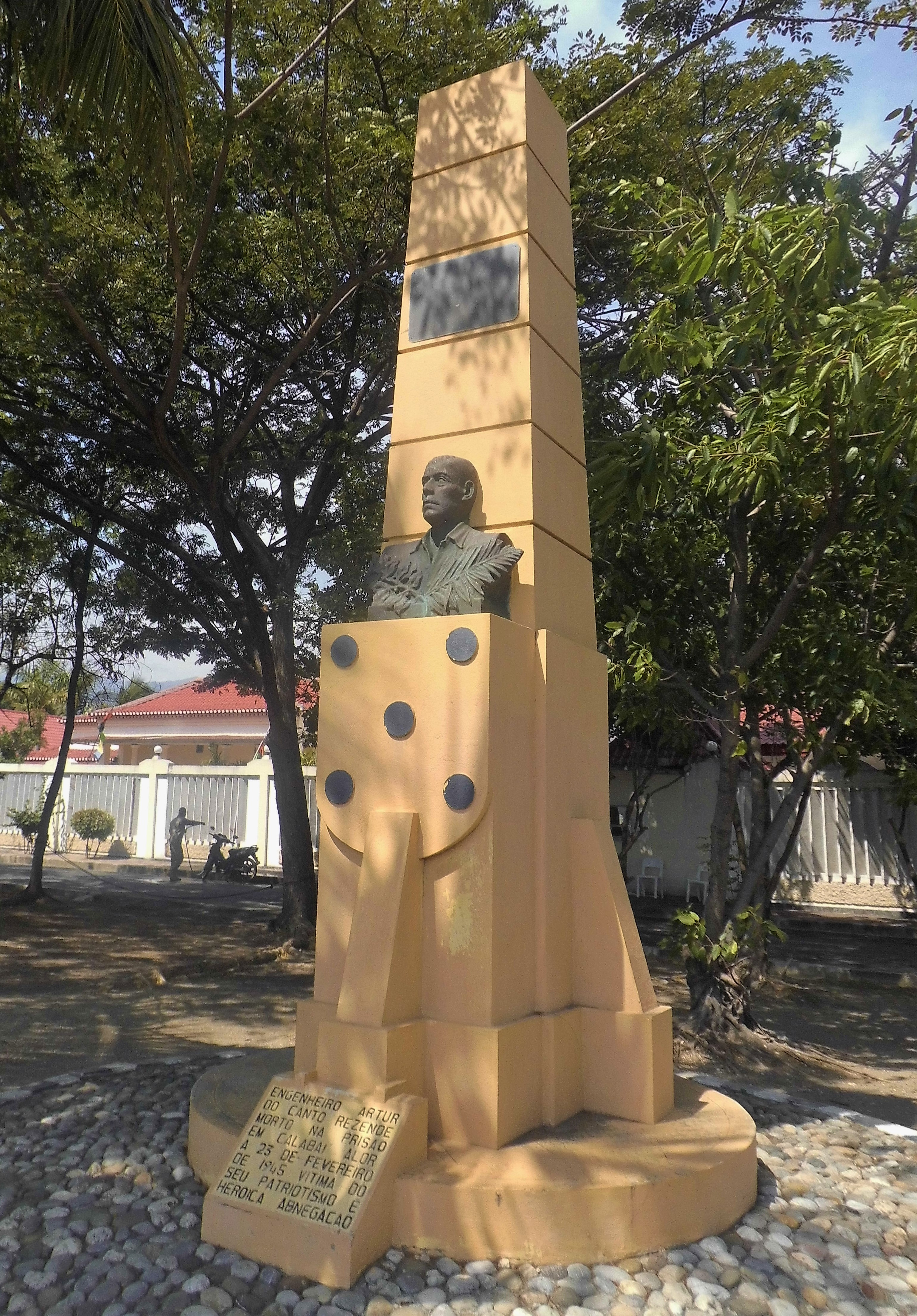
Denkmal für Canto Resende
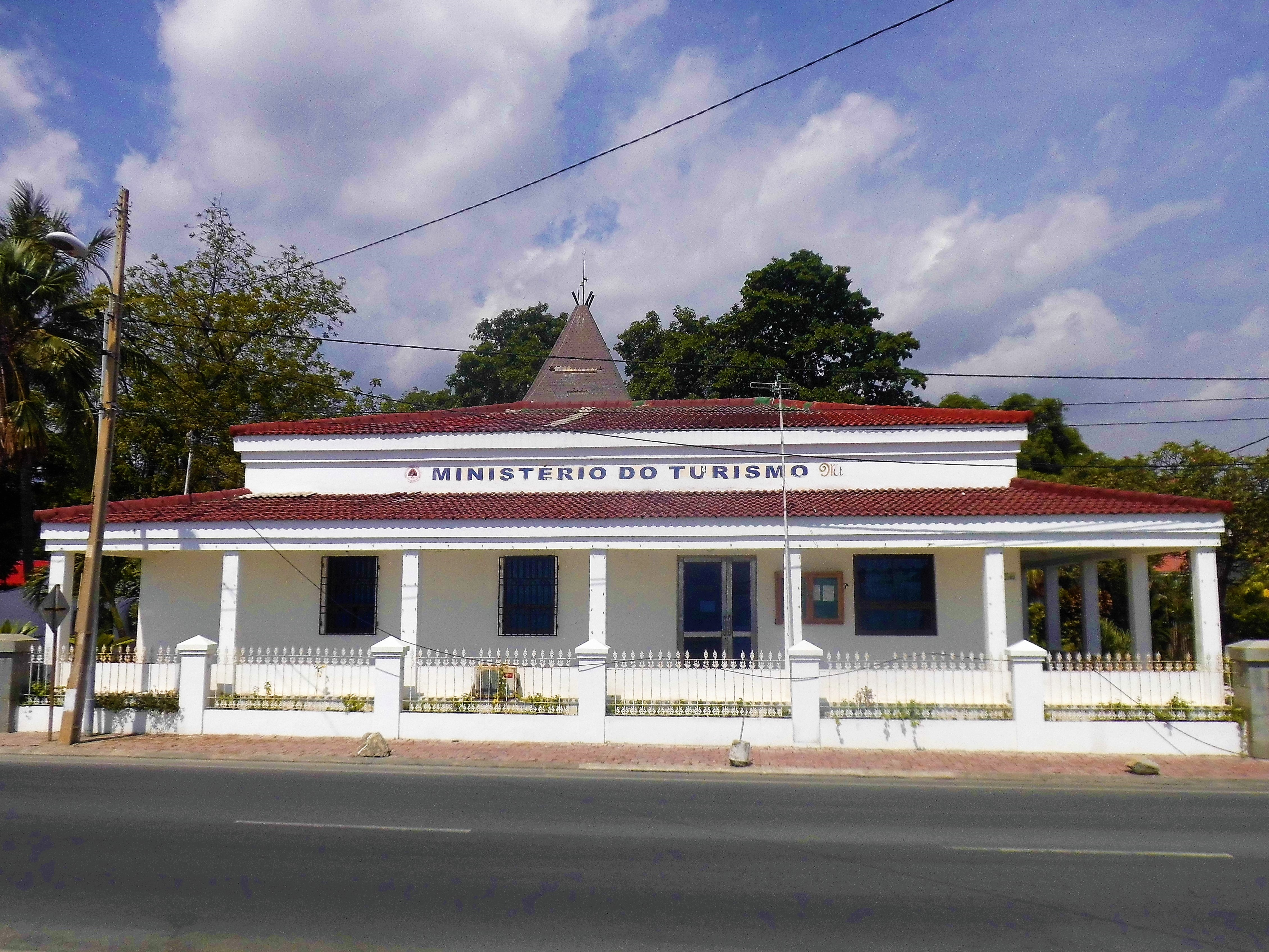
Ministerium für Tourismus